# Gon Mevis
Gon Mevis (13 januari 1964) is een Nederlands politicus. Hij was wethouder voor GroenLinks in Tilburg van 2002 tot 2010.
Mevis studeerde sociologie aan de Universiteit van Tilburg. Mevis was als wethouder verantwoordelijk voor de Wet maatschappelijke ondersteuning (Wmo). Als zodanig was hij verantwoordelijk voor zorg, welzijn, ouderenbeleid en maatschappelijk werk. Tevens had hij asielbeleid, internationale samenwerking en personeel en organisatie in zijn portefeuille. Daarnaast was hij wijkwethouder voor Tilburg Noord. In 2006 was hij lijstduwer op de kandidatenlijst voor de Tweede Kamerverkiezingen van 2006. In 2010 was hij wederom kandidaat Tweede Kamerlid voor GroenLinks. De kandidatencommissie heeft hem geadviseerd voor een plaats tussen 16 en 25. Het partijcongres heeft hem uiteindelijk op plaats 23 gezet.

## Voetnoten
1. ↑  Kandidatenlijst GroenLinks klaar voor progressieve koers op GroenLinks.nl
2. ↑  Klaar voor de toekomst: Veelzijdige kandidatenlijst vastgesteld